# Az átírási és átbetűzési szabályok ellenében hagyományosan rögzült szavak listája
Egyes szavakat a szabatos átírási rendszertől eltérően a hagyományoknak megfelelően írunk át idegen nyelvekből, ezt hagyományos átírásnak nevezhetjük. Ez az átírás eltér mind a fonetikus, mind a fonémikus írásmódtól; nem teljesen követi a ma érvényes átírási szokásokat, szabályokat (szabályosságok általában itt is vannak, elsősorban a korábbi átírási rendszerek maradványaként).
A hagyományos átírás a magyarban a szavak behatárolt körére korlátozódik (bár ezek jelentős része közismert fogalom), és minden újonnan felmerülő nevet a fonetikus/fonémikus átírás szerint írunk át.
| Nyelv                  | Hivatalos írásmód                                                                            | Forrás(ok)                           | Szoros átírású alak                                             | Angol, ill. nemzetközi alakja, további forrás                  | Megjegyzés |
| ---------------------- | -------------------------------------------------------------------------------------------- | ------------------------------------ | --------------------------------------------------------------- | -------------------------------------------------------------- | --- |
| japán                  | banzáj                                                                                       | OH. 248.                             | banzai                                                          | banzai                                                         | ’tízezer év neked’ (Idegenszó-tár, 99.) |
| japán                  | gésa                                                                                         | OH. 248., KN. 511–512.               | geisa                                                           | geisha                                                         | ’társaságban járatos’ (Idegenszó-tár, 344.) |
| japán                  | jen                                                                                          | OH. 248., angol WP                   | en                                                              | yen                                                            | 'kerek' |
| japán                  | Tokió                                                                                        | OH. 248., KN. 533.                   | Tókjó                                                           | Tokyo                                                          | ’keleti főváros’ |
| japán                  | Kiotó                                                                                        | OH. 925., KN. 520.                   | Kjóto                                                           | Kyoto                                                          | 'főváros' |
| japán                  | kamikaze                                                                                     | OH. 883., KN. 518.                   | kamikaze/kamikadze                                              | kamikaze                                                       | ’isteni szél’ (Idegenszó-tár, 461.) E szó átírásában az OH. eltért a KN.-től. |
| japán                  | Oszaka                                                                                       | OH. 1147.                            | Ószaka                                                          | en:Osaka                                                       | 'nagy domb' |
| kínai                  | Amoj (ma: Hsziamen)                                                                          | OH. 251., KN. 406., 416.             | ?                                                               | Amoy                                                           | ’alsó kapu’ |
| kínai                  | Cin                                                                                          | OH. 251.                             | ?                                                               |                                                                | |
| kínai                  | Csang Kaj-sek                                                                                | OH. 251.                             | Csiang Csie-si                                                  | Chiang Kai-shek                                                | |
| kínai                  | Csin                                                                                         | OH. 251.                             | ?                                                               |                                                                | |
| kínai                  | Csu Te                                                                                       | OH. 251., angol WP                   | Csu Tö                                                          | Zhu De                                                         | |
| kínai                  | Csungking                                                                                    | OH. 251., KN. 402.                   | Csungcsing                                                      | Chongqing                                                      | |
| kínai                  | hakka                                                                                        | OH. 251., angol WP                   | kocsia                                                          | Hakka                                                          | kocsia: vö. 客 家, pinjin: kè jiā |
| kínai                  | Hongkong                                                                                     | OH. 251., KN. 416.                   | Hsziangkang                                                     | Hong Kong                                                      | |
| kínai                  | Kanton                                                                                       | OH. 251.                             | Kuangcsou                                                       | Guangzhou                                                      | |
| kínai                  | -kiang                                                                                       | OH. 251., KN. 402.                   | -csiang                                                         | Heilong Jiang v. Heilongjiang, Yangzi Jiang                    | Hejlung-kiang, Jangce-kiang folyónevekben, ill. Hejlungkiang tartománynévben |
| kínai                  | Kin                                                                                          | OH. 251.                             | ?                                                               |                                                                | |
| kínai                  | -king, pl. Si-king ’Dalok könyve’, Su-king ’Írások könyve’, Tao-tö-king ’Út és erény könyve’ | OH. 251., KN. 402.                   | -csing (’könyv’)                                                | Tao Te Ching v. Dao De Jing, Shi Jing, Shu Jing                | |
| kínai                  | Li Taj-po v. Li Po                                                                           | OH. 251., KN. 402., 425.             | Li Paj v. Li Csing-lien                                         | Li Bai                                                         | |
| kínai                  | Mao Ce-tung                                                                                  | OH. 251.                             | Mao Cö-tung                                                     | Mao Zedong                                                     | |
| kínai                  | Nanking                                                                                      | OH. 251., KN. 402.                   | Nancsing                                                        | Nanjing                                                        | |
| kínai                  | Peking                                                                                       | OH. 251., KN. 402.                   | Pejcsing                                                        | Beijing                                                        | |
| kínai                  | Po Csü-ji                                                                                    | OH. 251.                             | Paj Csü-ji                                                      | Bai Juyi                                                       | |
| kínai                  | Senhszi                                                                                      | OH. 251.                             | *Sanhszi                                                        | Shaanxi                                                        | A Sanhszi egy másik tartomány nevére van lefoglalva |
| kínai                  | Szun Jat-szen                                                                                | OH. 251.                             | Szun Ji-hszien                                                  | Sun Yat-sen                                                    | |
| kínai                  | Szvatou v. Santou                                                                            | OH. 251., KN. 432.                   | Santou                                                          | Shantou                                                        | |
| kínai, amoy nyelvjárás | tea                                                                                          | OH. 251., angol WP                   | te55                                                            | , Tea, vö. History of tea in China,                            | a kínaiból eredő, de harmadik nyelv által közvetített szavak (főleg nemzetközi műveltségszók) |
| kínai                  | csája                                                                                        | OH. 251.                             | vö. tea                                                         |                                                                | a kínaiból eredő, de harmadik nyelv által közvetített szavak (főleg nemzetközi műveltségszók) |
| kínai                  | licsi                                                                                        | OH. 251., KN. 426.                   | ?                                                               | Lychee                                                         | a kínaiból eredő, de harmadik nyelv által közvetített szavak (főleg nemzetközi műveltségszók) |
| orosz                  | Aljechin                                                                                     | OH. 254.                             | Alehin                                                          |                                                                | az átírási szabályok megalkotása előtt került a magyarba |
| orosz                  | Anyegin                                                                                      | OH. 254.                             | Onyegin                                                         |                                                                | az átírási szabályok megalkotása előtt került a magyarba |
| orosz                  | Asztrahán                                                                                    | OH. 254.                             | Asztrahany                                                      |                                                                | az átírási szabályok megalkotása előtt került a magyarba |
| orosz                  | Bajkál                                                                                       | OH. 254.                             | Bajkal                                                          |                                                                | az átírási szabályok megalkotása előtt került a magyarba |
| orosz                  | Botvinnik                                                                                    | OH. 254.                             | Botvinnyik                                                      |                                                                | az átírási szabályok megalkotása előtt került a magyarba |
| orosz                  | Dnyeszter                                                                                    | OH. 254.                             | Dnyesztr                                                        |                                                                | az átírási szabályok megalkotása előtt került a magyarba |
| orosz                  | Ermitázs                                                                                     | OH. 254.                             | Ermitazs                                                        |                                                                | az átírási szabályok megalkotása előtt került a magyarba |
| orosz                  | Kalinyingrád                                                                                 | OH. 254.                             | Kalinyingrad                                                    |                                                                | az átírási szabályok megalkotása előtt került a magyarba |
| orosz                  | Káma                                                                                         | OH. 254.                             | Kama                                                            |                                                                | az átírási szabályok megalkotása előtt került a magyarba |
| orosz                  | Kandinszkij                                                                                  | OH. 254.                             | Kangyinszkij                                                    |                                                                | az átírási szabályok megalkotása előtt került a magyarba |
| orosz                  | Karélia                                                                                      | OH. 254.                             | Karelija                                                        |                                                                | az átírási szabályok megalkotása előtt került a magyarba |
| orosz                  | Kirovográd (ma Kropivnickij)                                                                 | OH. 254.                             | Kirivigrad                                                      |                                                                | az átírási szabályok megalkotása előtt került a magyarba |
| orosz                  | Kubán                                                                                        | OH. 254.                             | Kubany                                                          |                                                                | az átírási szabályok megalkotása előtt került a magyarba |
| orosz                  | Lenin                                                                                        | OH. 254.                             | Lenyin                                                          |                                                                | az átírási szabályok megalkotása előtt került a magyarba |
| orosz                  | Leningrád                                                                                    | OH. 254.                             | Lenyingrad                                                      |                                                                | az átírási szabályok megalkotása előtt került a magyarba |
| orosz                  | mensevik                                                                                     | OH. 254.                             | menysevik                                                       |                                                                | az átírási szabályok megalkotása előtt került a magyarba |
| orosz                  | Néva                                                                                         | OH. 254.                             | Nyeva                                                           |                                                                | az átírási szabályok megalkotása előtt került a magyarba |
| orosz                  | Patyomkin cirkáló                                                                            | OH. 254.                             | Potyomkin                                                       |                                                                | az átírási szabályok megalkotása előtt került a magyarba |
| orosz                  | Podóliai-hátság                                                                              | OH. 254.                             | Podol                                                           |                                                                | az átírási szabályok megalkotása előtt került a magyarba |
| orosz                  | Potemkin-falvak                                                                              | OH. 254.                             | Potyomkin                                                       |                                                                | az átírási szabályok megalkotása előtt került a magyarba |
| orosz                  | Szibéria                                                                                     | OH. 254.                             | Szibir                                                          |                                                                | az átírási szabályok megalkotása előtt került a magyarba |
| orosz                  | szovjet                                                                                      | OH. 254.                             | szovet                                                          |                                                                | az átírási szabályok megalkotása előtt került a magyarba |
| orosz                  | Sztálin                                                                                      | OH. 254.                             | Sztalin                                                         |                                                                | az átírási szabályok megalkotása előtt került a magyarba |
| orosz                  | Sztálingrád, ma Volgográd                                                                    | OH. 254.                             | Sztalingrad                                                     |                                                                | az átírási szabályok megalkotása előtt került a magyarba |
| orosz                  | Terek                                                                                        | OH. 254.                             | Tyerek                                                          |                                                                | az átírási szabályok megalkotása előtt került a magyarba |
| orosz                  | Urál                                                                                         | OH. 254.                             | Ural                                                            |                                                                | az átírási szabályok megalkotása előtt került a magyarba, lásd Urál (egyértelműsítő lap) |
| orosz                  | Volgográd                                                                                    | OH. 254.                             | Volgograd                                                       |                                                                | az átírási szabályok megalkotása előtt került a magyarba |
| orosz                  | Volhíniai-hátság, Volhíniai terület                                                          | OH. 254.                             | Voliny                                                          | Volhynia                                                       | az átírási szabályok megalkotása előtt került a magyarba |
| orosz                  | Vorosilovgrád, ma Luhanszk                                                                   | OH. 254.                             | Vorosilovgrad                                                   | Voroshilovgrad                                                 | az átírási szabályok megalkotása előtt került a magyarba |
| orosz                  | Ehrenburg                                                                                    | OH. 254.                             | Erenburg                                                        | Ilya Ehrenburg                                                 | az oroszban idegen (főleg német) eredetű szavak |
| orosz                  | Eichenbaum                                                                                   | OH. 254.                             | Ejhenbaum                                                       | Boris Eikhenbaum                                               | az oroszban idegen (főleg német) eredetű szavak |
| orosz                  | Eisenstein                                                                                   | OH. 254.                             | Ejzenstejn                                                      | Sergei Eisenstein                                              | az oroszban idegen (főleg német) eredetű szavak |
| orosz                  | Engelhardt                                                                                   | OH. 254.                             | Engelgardt                                                      | Alexander Engelhardt                                           | az oroszban idegen (főleg német) eredetű szavak |
| orosz                  | Herzen                                                                                       | OH. 254.                             | Gercen                                                          | Alexander Herzen                                               | az oroszban idegen (főleg német) eredetű szavak |
| orosz                  | Kantemir                                                                                     | OH. 254.                             | Kantyemir                                                       | Antiochus Kantemir                                             | az oroszban idegen (főleg német) eredetű szavak |
| orosz                  | Knipper                                                                                      | OH. 254.                             | Knyipper                                                        | Olga Knipper, Lev Knipper                                      | az oroszban idegen (főleg német) eredetű szavak |
| orosz                  | Mandelstam                                                                                   | OH. 254.                             | Mangyelstam                                                     | Osip Mandelstam, Leonid Isaakovich Mandelstam                  | az oroszban idegen (főleg német) eredetű szavak |
| orosz                  | Potebnya                                                                                     | OH. 254.                             | Potyebnya                                                       |                                                                | az oroszban idegen (főleg német) eredetű szavak |
| orosz                  | Richter                                                                                      | OH. 254.                             | Rihtyer                                                         | Sviatoslav Richter                                             | az oroszban idegen (főleg német) eredetű szavak |
| orosz                  | Togliatti                                                                                    | OH. 254.                             | Toljattyi                                                       | Tolyatti                                                       | az oroszban idegen (főleg német) eredetű szavak |
| orosz                  | Igor Stravinsky                                                                              | OH. 254.                             | Sztravinszkij                                                   | Igor Stravinsky                                                | a név viselője maga alakította ki nevének latin betűs írását |
| orosz                  | Roman Jakobson                                                                               | OH. 254.                             | Jakobszon                                                       | Roman Jakobson                                                 | a név viselője maga alakította ki nevének latin betűs írását |
| orosz                  | Ánya                                                                                         | OH. 254.                             | Anya                                                            |                                                                | a magyar közszóval való összetéveszthetőség elkerülése végett |
| orosz                  | Nágya                                                                                        | OH. 254.                             | Nagya                                                           |                                                                | a magyar közszóval való összetéveszthetőség elkerülése végett |
| orosz                  | Tánya                                                                                        | OH. 254.                             | Tanya                                                           |                                                                | a magyar közszóval való összetéveszthetőség elkerülése végett |
| görög                  | Árkádia                                                                                      | OH. 259., Finály                     | Arkadía (újgörög), Arkadia (ógörög)                             | Arcadia                                                        | Peloponnészosz közbenső tartománya, ill. város Kréta szigetén |
| görög                  | Athén                                                                                        | OH. 259., Finály                     | Athénai (ógörög), Athína (újgörög)                              | Athens                                                         | |
| görög                  | Attika                                                                                       | OH. 259., Finály                     | Attiké (ógörög), Atikí (újgörög)                                | Attica                                                         | |
| görög                  | Beloiannisz                                                                                  | OH. 259.                             | Belojánisz (újgörög)                                            | Beloyannis                                                     | |
| görög                  | Dodona                                                                                       | OH. 259., Finály                     | Dódóna (dór ógörög), Dódóné (jón ógörög) Dodóni (újgörög)       | Dodona                                                         | |
| görög                  | Élli                                                                                         | OH. 259.                             | Éli (újgörög)                                                   | Elli                                                           | |
| görög                  | Epirosz                                                                                      | OH. 259., Finály                     | Épeirosz (ógörög), Ípirosz (újgörög)                            | Epirus                                                         | |
| görög                  | Famagusta                                                                                    | OH. 259.                             | Ammóhosztosz (újgörög)                                          | Famagusta                                                      | |
| görög                  | gírosz                                                                                       | OH. 751.                             | jírosz (újgörög)                                                | Gyros                                                          | A hivatalos átírás a jírosz alakot írná elő, ám a [ˈʝiros] kiejtés akár a gyírosz formával is közelíthető. |
| görög                  | Helikon                                                                                      | OH. 259., Finály                     | Helikón (ógörög), Elikónasz (újgörög)                           | Helicon                                                        | |
| görög                  | Hellász                                                                                      | OH. 259., Finály                     | Hellasz (ógörög)                                                | Hellas                                                         | |
| görög                  | Ída                                                                                          | OH. 259., Finály                     | Idé ~ Ida (ógörög), Ídi (a krétai név újgörög átírása)          | Ida (Törökországban) vagy Ida (Krétán)                         | |
| görög                  | Ithaka                                                                                       | OH. 259.                             | Ithaké (ógörög), Itháki (újgörög)                               | Ithaca                                                         | |
| görög                  | Karamanlisz                                                                                  | OH. 259.                             | Karamanlísz (újgörög)                                           | Karamanlis                                                     | |
| görög                  | Kefalónia                                                                                    | OH. 259.                             | Kefallénia (ógörög), Kefaloniá (újgörög)                        | Kefalonia                                                      | |
| görög                  | Korfu                                                                                        | OH. 950., ÚNMH., Finály              | Kérkira (újgörög), Kerküra ~ Korküra (ógörög)                   | Corfu                                                          | a város és a prefektúra neveként egyaránt |
| görög                  | Kréta                                                                                        | OH. 259., Finály                     | Krété (ógörög), Kríti (újgörög)                                 | Crete                                                          | |
| görög                  | Leszbosz                                                                                     | OH. 1003., ÚNMH., Finály             | Leszbosz (ógörög), Lézvosz (újgörög)                            | Lesbos                                                         | a sziget és a prefektúra neveként egyaránt |
| görög                  | Likávittosz                                                                                  | OH. 259.                             | Likavitósz (újgörög)                                            | Lycabettus                                                     | |
| görög                  | Limassol                                                                                     | OH. 259.                             | Limasol (török!), vö. görög Lemeszósz                           | Limassol                                                       | |
| görög                  | Marica                                                                                       | OH. 259.                             | Marica (bolgár!), Hebrosz (ógörög), Évrosz (újgörög)            | Maritsa                                                        | |
| görög                  | Mükéné                                                                                       | OH. 259., Finály                     | Mükénai (ógörög) Mikínesz (újgörög)                             | Mycenae                                                        | |
| görög                  | Papandreu                                                                                    | OH. 259.                             | Papandréu (újgörög)                                             | George Papandreou, Andreas Papandreou                          | |
| görög                  | Pireusz                                                                                      | OH. 259., Finály                     | Peiraieusz (ógörög), Pireász (újgörög)                          | Piraeus                                                        | |
| görög                  | Rodope                                                                                       | OH. 259., Finály                     | Rodopé (ógörög), Rodópi (újgörög)                               | Rhodope                                                        | |
| görög                  | Spárta                                                                                       | OH. 259., Finály                     | Szparté (ógörög) Szpárti (újgörög)                              | Sparta                                                         | |
| görög                  | Szaloniki                                                                                    | OH. 1293., ÚNMH.                     | Thesszaloniké (ógörög), Theszaloníki (újgörög)                  | Thessaloniki                                                   | a város és a prefektúra neveként egyaránt |
| görög                  | Szantorini                                                                                   | OH. 259.                             | Szantoríni (újgörög)                                            | Santorini                                                      | |
| görög                  | Szeferisz                                                                                    | OH. 259.                             | Szeférisz (újgörög)                                             | Giorgos Seferis                                                | |
| görög                  | Thermopülai                                                                                  | OH. 259.                             | Thermopülai (ógörög), Thermopílesz (újgörög)                    | Thermopylae                                                    | |
| görög                  | Thesszália                                                                                   | OH. 259.                             | Theszalía (újgörög)                                             | Thessaly                                                       | |
| görög                  | Trákia                                                                                       | OH. 1405., MHSz. 527., ÚNMH., Finály | Thraké ~ Thréké (ógörög), Thráki (újgörög)                      | Thrace                                                         | Az OH. 259. oldalán hibásan szerepel h-val, amint a másik három hivatkozás mutatja, ettől függetlenül azonban szintén kivételesnek számít a végső soron talán latinos hatásra megőrzött, de az ión végződéssel is egybevágó nőnemű -a miatt. |
| koreai                 | Coj Jen Gen                                                                                  | OH. 261., KN. 488.                   | Cshö Jonggon                                                    | Choi Yong-kun                                                  | |
| koreai                 | Kim Ir                                                                                       | OH. 261., KN. 488.                   | Kim Il                                                          | Kim Il                                                         | |
| koreai                 | Kim Ir Szen                                                                                  | OH. 261., KN. 488.                   | Kim Ilszong                                                     | Kim Il-sung                                                    | |
| koreai                 | Li Szin Man                                                                                  | OH. 261., KN. 488.                   | I Szungman                                                      | Syngman Rhee                                                   | |
| koreai                 | Nam Ir                                                                                       | OH. 261., KN. 488.                   | Nam Il                                                          | Nam Il                                                         | |
| koreai                 | Pak Csong Hi                                                                                 | OH. 261., KN. 488.                   | Pak Csonghi                                                     | Park Chung-hee                                                 | |
| koreai                 | Pak Den Aj                                                                                   | OH. 261., KN. 488.                   | Pak Csonge                                                      | orosz Пак Ден Ай és koreai 박정애 (a franciában Pak Den Ai)    | Az ún. Koncevics-féle átírási rendszerben írták át oroszra, így jött létre ez az alak. |
| koreai                 | Panmindzson                                                                                  | OH. 261., KN. 488.                   | Phanmundzsom                                                    | Panmunjom                                                      | |
| koreai                 | Phenjan                                                                                      | OH. 261., KN. 488.                   | Phjongjang                                                      | Pyongyang                                                      | |
| koreai                 | Szöul                                                                                        | OH. 261., KN. 488.                   | Szoul                                                           | Seoul                                                          | |
| koreai                 | taekwondo                                                                                    | OH. 261., 1349.                      | thekvondo                                                       | Taekwondo                                                      | Talán az egyetlen olyan szó (a márkaneveket leszámítva, pl. Daewoo), amelynek latin betűs alakjában nem a magyar átírási szabályokat alkalmazzuk. |
| arab                   | Aleppó                                                                                       | KN. 115., 120.                       | Haleb                                                           | Aleppo                                                         | A Haleb ejtés a modern nyelvhasználatnak felel meg, a város neve eredetileg és hivatalosan, klasszikus ejtés alapján Halab. Megjegyzés: a KN. 115. oldalán az Aleppo rövid o-val, a 120. oldalán hosszú ó-val szerepel. |
| arab                   | Alexandria                                                                                   | KN. 115.                             | el-Iszkanderíja                                                 | Alexandria                                                     | A város magyarul használatos neve az ókori görög/latin név továbbélése. A „szoros átírású” alak a modern, köznapi ejtést látszik alapul venni. |
| arab                   | Algír                                                                                        | OH. 272., KN. 115.                   | al-Dzsazáir, ill. ed-Dzáír                                      | Algiers                                                        | Az al-Dzsazáir a hivatalos, klasszikus ejtés szerinti átirat, az ed-Dzáír a tényleges, mindennapos ejtést tükrözi. |
| arab                   | Allah                                                                                        | OH. 272., KN. 115.                   | Alláh                                                           | Allah                                                          | A szó köznapi és klasszikus ejtése egybeesik. |
| arab                   | Bejrút                                                                                       | OH. 272., KN. 110.                   | Beirút                                                          | Beirut                                                         | Az arabisztikában létező gyakorlat, hogy a diftongusokat két magánhangzóval adják vissza. Ettől függetlenül a betűhív Bejrút is legitim átirat, tehát lényegi különbség nincs a kivételes és szoros átírású alak között. Az átirat egyébként a mindennapi ejtést követi, hivatalosan Bajrút lenne.                                                                                             |
| arab                   | Casablanca                                                                                   | OH. 272., KN. 115.                   | Dár-el-Beida (?!)                                               | Casablanca                                                     | A spanyol Casablanca név a város arab nevének tükörfordítása (= a fehér ház). Az átírt alak egyébként a modern ejtést veszi alapul. |
| arab                   | Ceuta                                                                                        | KN. 115.                             | Szabtah                                                         | Ceuta                                                          | A város magyarban használatos neve az ott hivatalos spanyol változat átvétele. Az arabisztikában kétségkívül jelen lévő, de az Osiris Helyesírása által sem javallott gyakorlat a szó végén álló -a hang -ah módján történő visszaadása. |
| arab                   | Constantine                                                                                  | KN. 115.                             | Kuszantín                                                       | Constantine                                                    | A kivételes alak a város francia megnevezésének átvétele. A „szoros átírású” alak feltehetően a klasszikus ejtésből indul ki. |
| arab                   | Damaszkusz                                                                                   | OH. 272., KN. 115.                   | Dimask                                                          | Damascus                                                       | A magyar név a görög → latin megnevezésen alapul. A város hivatalos nevének klasszikus ejtés alapján álló alakja Dimask as-Sám, röviden Dimask. népnyelv ezt a szót, ha használja is, Dimas módon ejti. A település közhasználatú neve egyébként es-Sám. |
| arab                   | Egyiptom                                                                                     | KN. 115.                             | Miszr                                                           | Egypt                                                          | A görög Aigüptoszból, ill. a latin Aegyptusból szabályosan g-nek kellett volna lennie, nem gy-nek, azaz történetileg az Egiptom alak lenne indokolt. A Miszr arab megnevezés (= nagyváros) eredetileg a terület fővárosára (Fusztát, majd Kairó) utalt, később terjedt ki az egész térségre/országra.                                                                                          |
| arab                   | Eufrátesz                                                                                    | KN. 115.                             | el-Forát                                                        | Euphrates                                                      | A folyó magyar neve a görög → latin név továbbélése. Az átírás a modern ejtést tükrözi, klasszikus arab alapján al-Furát lenne. |
| arab                   | Fez                                                                                          | KN. 115.                             | el-Fász                                                         | Fes                                                            | A Fez alak bizonyára a modern ejtés alapján álló nyugati alak németes átvételéből fakad. |
| arab                   | Hermon-hegy                                                                                  | KN. 115.                             | Dzsebel-es-Sejk                                                 | Mount Hermon                                                   | A hegy magyar neve a biblikus hagyomány alapján a héber néven alapul. A hegy eredeti neve klasszikus arab alapon Dzsabal as-Sajh („a sejk hegye”), az átírt alak ennek félig modern, félig magyaros változata. |
| arab                   | Jasszer Arafat                                                                               | OH. 272., KN. 115., 116.             | Jászer Arafát                                                   | Yasser Arafat                                                  | A hosszú ssz itt, ahogy több helyen is, a nyugati átiratok ss-ének hibás magyarosításából fakad, amely eredetileg azt volt hivatott megakadályozni, hogy z-nek ejtsék az sz hangot (pl. német nyelvterületen). Szintén a nyugati átírások átvételének jele az utolsó magánhangzó rövidítése. A politikus neve egyébként modern ejtést vesz alapul.                                             |
| arab                   | Jordánia és Jordán folyó                                                                     | KN. 115.                             | el-Urdunn                                                       | Jordan                                                         | A folyó és ebből fakadóan a terület neve biblikus eredetű a magyarban. A névelő magánhangzója alapján az átírás a modern, köznapi alakból indul ki használja. |
| arab                   | Kába                                                                                         | OH. 272., KN. 115.                   | Kaaba                                                           | Kaaba                                                          | Az Osiris-féle Helyesírás ajánlója szerint a hangsor szabatos átírása valóban Kaaba lenne, de az alak már honosnak tekinthető. A klasszikus és modern alak egybeesik. |
| arab                   | Kadhafi                                                                                      | OH. 272., KN. 115., 116.             | Moammer al-Kaddzáfi                                             | Muammar al-Gaddafi                                             | Az ajánlott átirat a nyugati átírások és a magyar valamiféle keveréke, feltehetően a sajtó általi „honosodás” alapján döntöttek emellett. A „szorosnak” nevezett, átírt alak ezzel szemben vegyesnek tűnik: a személynév modern, a vezetéknév klasszikus ejtést vesz alapul. |
| arab                   | Kairó                                                                                        | OH. 272., KN. 115.                   | el-Káhira                                                       | Cairo                                                          | A klasszikus és modern ejtés ebben az esetben egybeesik, így nem eldönthető, hogy az átírt alak melyiken alapszik. |
| arab                   | Latakia                                                                                      | KN. 115.                             | el-Ládzikíja                                                    | Latakia                                                        | A „szoros átírású” alak a klasszikus ejtést veszi figyelembe. (Köznapi ejtése nagyjából el-Lázkije.) |
| arab                   | Libanon                                                                                      | KN. 115.                             | Lubnán                                                          | Lebanon                                                        | Az ország megnevezése a görög → latin névből származik. Lubnán Libanon arab nevének hivatalos, klasszikus ejtésű alakjának átirata. (Mai ejtése nagyjából Libnán.) |
| arab                   | Marokkó                                                                                      | KN. 115.                             | Marrákes, Magreb                                                | Morocco                                                        | Magreb az ország, Marrákes egy város neve; a nyugati nyelvekben utóbbiból származik az ország megnevezése. Mindkét „szoros átírású” alak népnyelvi ejtést látszik figyelembe venni. |
| arab                   | Medina                                                                                       |                                      | Madína                                                          | Medina                                                         | |
| arab                   | Mohamed                                                                                      | OH. 272., KN. 115.                   | Muhammad                                                        | Muhammad                                                       | a próféta neveként, illetve a modern névanyagban; a klasszikusban Muhammad |
| arab                   | Nasszer                                                                                      | OH. 272., KN. 112., 115., 116.       | (en-)Nászer                                                     | Gamal Abdel Nasser                                             | Az ssz és a névelő elhagyása a nyugati alakok magyarosításának tudható be, egyébként a szoros átírású alak a modern ejtésen alapszik. |
| arab                   | Rosette                                                                                      | OH. 272., KN. 115.                   | Rasíd                                                           | Rosetta                                                        | A nemzetközi irodalomban meghonosodott franciás alak átvétele használatos a magyarban. |
| arab                   | sejk                                                                                         | OH. 272., KN. 110.                   | seik                                                            | Sheikh                                                         | A „szoros átírású” alak egyrészt hagyományos gyakorlatot követ a diftongus ei módon történő jelölésével, másrészt hibás, mert a szó végi hangot sosem szokás k-val jelölni. |
| arab                   | Sínai-félsziget                                                                              | KN. 115.                             | Színái-félsziget                                                | Sinai Peninsula                                                | A név bizonyára bibliai eredetű. A félsziget arab neve Színá, a „szoros átírású” alak talán a bibliai héberből indul ki. |
| arab                   | Szadat                                                                                       | OH. 272., KN. 112., 115., 116.       | (esz-)Szádát                                                    | Anwar El Sadat                                                 | A névelő elhagyása és a magánhangzók rövidítése a nyugati átírások arab nyelvismeret nélküli átvételéből fakad. A „szoros átírású” alak egyébként a mindennapi ejtést veszi alapul. |
| arab                   | Szíria                                                                                       | KN. 115.                             | Szúrija                                                         | Syria                                                          | A magyar név görög → latin eredetű, független az ország arab nevétől. Szíria arab neve egyébként mind hivatalos, klasszikus ejtéssel, mind a népnyelvben Szúrija. |
| arab                   | Szuez                                                                                        | OH. 272., KN. 115.                   | esz-Szuveisz                                                    | Suez                                                           | A „szoros átírású” alak a hagyományos diftongusátírási módszert követi, egyébként a modern ejtésen alapszik. |
| arab                   | Tanger                                                                                       | KN. 115.                             | Tanzsa                                                          | Tangier                                                        | A magyarban használatos alak a francia átvételéből ered, ám az olvasóközönség ennek nincs tudatában, ezért jó eséllyel helytelenül ejti ki. A szoros átírású alak részint a modern (zs), részint a klasszikus ejtést követi (szó végi a). |
| arab                   | Tigris                                                                                       | KN. 115.                             | Didzsla                                                         | Tigris                                                         | A Tigris név az óperzsa → görög → latin elnevezés továbbélése. A Didzsla ejtés egyébként a klasszikus arabon alapszik, modern alakja Didzsle. |
| arab                   | Tripoli                                                                                      | OH. 272., KN. 115.                   | Tripolisz (görög), vö. Tarábulusz, ill. mai kiejtéssel Tráblusz | Tripoli                                                        | A város nevének klasszikus alakja a görögből átvett Tarábulusz, ennek modern ejtése a Tráblusz. Az ajánlott átirat bizonyára a város olasz nevéből származik. |
| arab                   | Tunisz, Tunézia                                                                              | OH. 272., KN. 115.                   | Túnisz                                                          | Tunis                                                          | Az ország és fővárosának neve mind klasszikus, mind modern ejtésben Túnisz. |
| burmai                 | Arakán                                                                                       | KN. 375., 380.                       | Rakhajn                                                         | Rakhine                                                        | |
| burmai                 | Burma                                                                                        | KN. 380.                             | Bama v. Böma                                                    | Burma                                                          | Az első magánhangzó schwa-szerű ö. Az [u] és az [r] hangnak etimológiailag semmi keresnivalója nincs a szóban, csak ezt a hangot adták vissza az „ur” betűkkel. |
| burmai                 | Iravádi                                                                                      | KN. 375., 381.                       | Ejavadi                                                         | Irrawaddy                                                      | |
| burmai                 | kjap                                                                                         | KN. 381.                             | csa v. tya                                                      | Myanma kyat, l. még a Geonames Mianmarról, fonetikus átírással | A „kj” egy kettős betű két elemének különálló leírásából fakad (mintha a magyar „csak” szó „c” és „s” betűjét külön-külön írnánk át). Az eredeti szó végén a p hangnak megfelelő betű áll, de glottális zárhangot ejtenek, így az átírásra a p, t, k közül elvileg bármelyik megfelelne, de mivel félrevezetőek lehetnek, gyakorlatilag legjobb jelöletlenül hagyni az átírásban ezt a hangot. |
| burmai                 | Mandalaj                                                                                     | KN. 382.                             | Mandale                                                         | Mandalay                                                       | Valójában Mandalé lenne, de a délkelet-ázsiai nyelvek magyar átírásában ritkán használnak hosszú magánhangzókat. |
| burmai                 | Martaban                                                                                     | KN. 375., 382.                       | Moutama                                                         | Mottama                                                        | |
| burmai                 | Mergui                                                                                       | KN. 375., 382.                       | Mjej                                                            | Mergui és Mergui Archipelago                                   | A KN. 375. még azt írja, megőrizték a Mergui hagyományos alakját, de a 382. oldalán már átirányít ez a szó a Mjej alakra, tehát itt már valószínűleg nem kell a kivételes átírású, hagyományos alakhoz folyamodni. |
| burmai                 | Mianmar                                                                                      | KN. 380., 382.                       | Mjanma                                                          | Myanmar                                                        | A burmaiban nem lehet szó(tag)záró /r/ hang – ez a betű csak az angol olvasat megkönnyítésére került a névbe –, így az elterjedt magyar változat átírásként nem fogadható el. |
| burmai                 | Rangun                                                                                       | KN. 375., 381., 384.                 | Jangoun                                                         | Yangon                                                         | |
| burmai                 | Szaramati                                                                                    | KN. 375., 384.                       | ?                                                               | Saramati                                                       | |
| burmai                 | Tenasszerim                                                                                  | KN. 375., 385.                       | Tanintaji                                                       | Tanintharyi Division                                           | |
| burmai                 | U Ne Vin                                                                                     | KN. 375.                             | ?                                                               | Ne Win                                                         | |
| khmer                  | Kambodzsa                                                                                    | KN. 381.                             | Kampucsea                                                       | Cambodia                                                       | |